# Interior Design (album)
Interior Design è il quindicesimo album in studio del gruppo musicale statunitense Sparks, pubblicato nel 1988.

## Tracce
Side 1
1. So Important – 4:33
2. Just Got Back From Heaven – 4:09
3. Lots Of Reasons – 3:47
4. You've Got a Hold of My Heart – 4:58
5. Love-O-Rama – 4:44

Side 2
1. The Toughest Girl in Town – 4:16
2. Let's Make Love – 4:45
3. Stop Me if You've Heard this Before – 3:41
4. A Walk Down Memory Lane – 4:53
5. Madonna – 4:39

## Formazione
- Ron Mael – tastiera
- Russell Mael – voce
- Spencer Sircombe – chitarra
- Pamela Stonebrooke – cori
- John Thomas – tastiera